# Sands Macao
22°11′30″N 113°33′16″Ø / 22.19167°N 113.55444°Ø
Sands Macao (kinesisk: 金沙娛樂場) er et casinohotel i Macao. Det ejes og drives af Sands China, som er et datterselskab til Las Vegas Sands Corporation. Det har et kasinoareal på 20.600 m², og et hotel med 51 suiter for for VIP-gæster. Det få rum viser at de fleste besøgende er kinesere på dagsbesøg. Casinoet åbnede den 18. maj 2004, og det har gået så godt at alle lån var betalt i maj 2005. Året efter blev der gennemført en stor udvidelse af kasonoet.
Casino har 740 spilleborde hvilket er en verdensrekord. 